# Gabriel Rodríguez Lorenzo
Gabriel Rodríguez Lorenzo es un emprendedor español, cofundador de la plataforma digital SinComisiones. Su trayectoria está vinculada al desarrollo de herramientas en línea para la comparación de productos financieros y servicios de consumo, así como a la promoción del trabajo remoto.

## Formación y primeros años
Rodríguez nació en Lugo, Galicia. Se licenció en Farmacia y cursó un máster en Madrid. Durante ese periodo, comenzó a explorar el trabajo en entornos digitales y la opción del trabajo remoto como alternativa profesional.

## SinComisiones
En 2019, junto con Miguel Otero, amigo de la adolescencia, fundó SinComisiones, inicialmente concebido como un portal para facilitar reclamaciones legales vinculadas a productos financieros como tarjetas revolving, cláusulas suelo o préstamos con condiciones consideradas abusivas. Con el tiempo, la plataforma amplió su alcance hacia la comparación de productos bancarios, seguros, servicios de telefonía y energía.
La empresa fue seleccionada para participar en el programa de aceleración de startups Lanzadera, impulsado por el empresario Juan Roig. Durante su estancia en este programa, el equipo se trasladó a Valencia y recibió formación, mentoría y orientación para el crecimiento y profesionalización del proyecto.
Además, SinComisiones ha desarrollado herramientas destinadas a ayudar a las familias a optimizar sus gastos del hogar mediante comparaciones de precios y servicios básicos.

## Opiniones sobre el sistema financiero
Rodríguez ha sido citado en diversos medios especializados para analizar fenómenos financieros contemporáneos. En julio de 2022, evaluó el impacto de la subida de tipos de interés del Banco Central Europeo (BCE), destacando aspectos como el encarecimiento de los préstamos e hipotecas de tipo variable, así como el potencial aumento del rendimiento en productos de ahorro.
También ha sido consultado para ofrecer recomendaciones sobre inversión personal. Por ejemplo, ha enumerado estrategias como diversificar en fondos indexados, utilizar gestores automatizados (robo-advisors) y valorar inversiones en compañías que reparten dividendos, siempre priorizando plataformas con comisiones bajas.

## Estilo de vida y trabajo remoto
Tras fundar SinComisiones, Rodríguez adoptó un estilo de vida vinculado al teletrabajo, residiendo en diversos países junto a su pareja. Ha vivido en lugares como Tailandia y Argentina, desde donde ha continuado con su actividad empresarial. Ha señalado que el trabajo remoto puede representar una alternativa viable para muchos profesionales, siempre que se den las condiciones adecuadas.

## Otras intervenciones publicadas
Gabriel Rodríguez también ha colaborado como autor invitado en medios especializados del sector financiero, como el blog corporativo de Qonto, donde ha compartido contenido sobre reducción de costes para pymes y planificación financiera.